# Potters Marston
Potters Marston est une paroisse civile et un village du Leicestershire, en Angleterre.